# Août 1823

## Événements
- 1er août : Lord Amherst devient gouverneur général de l’Inde britannique.
- 31 août : prise du fort du Trocadéro par les Français.

## Naissances
- 18 août : Charles Marionneau (mort en 1896), peintre paysagiste, historien de l'art et archéologue français.

## Décès
- 2 août : Lazare Nicolas Marguerite Carnot (né en 1753), mathématicien, physicien, général et homme politique français.
- 12 août : Josefa de los Dolores Peña y Lillo, religieuse et épistolière chilienne (° mars ou mai 1739).
- 18 août : André-Jacques Garnerin, aérostier français, inventeur du parachute (° 1769)
- 20 août : Pie VII, pape